# Mini All4 Racing

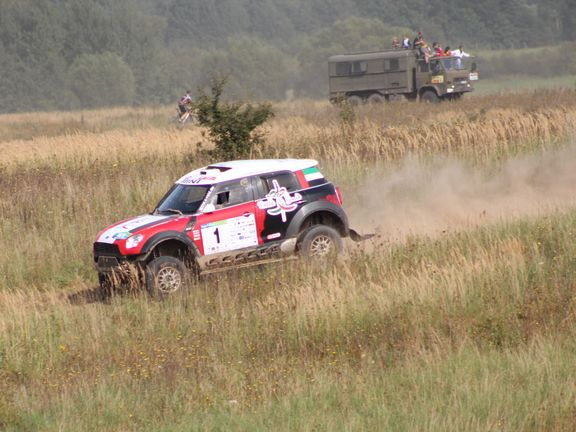
Aktualny lider Pucharu Świata FIA w rajdach terenowych z roku 2012 szejk Khalifa Al Mutaiwei na trasie Baja Poland 2012

Mini All4 Racing – rajdowy samochód terenowy skonstruowany w 2011 roku przez niemiecką firmę X-raid na bazie Mini Countryman.

## Dane techniczne

### Silnik
- Producent: BMW Motoren GmbH, Steyr, Austria
- Model: N57RS12
- Typ: silnik wysokoprężny o zapłonie samoczynnym
- Pojemność skokowa: 2993 cm³
- Paliwo: olej napędowy
- Doładowanie: twin turbo
- Moc maksymalna: 307 KM @ 3250 min.-1
- Maksymalny moment obrotowy: 700 N•m @ 2100 min.-1

### Przeniesienie napędu
- Sprzęgło: AP Racing
- Mechanizm różnicowy: Xtrac, chłodzony olejem
- Permanentny napęd na cztery koła: Mini All4
- Hamulce przód: AP Racing, wentylowane hamulce tarczowe, zaciski 6-tłoczkowe, rozmiar 320 mm x 32 mm
- Hamulce tył: AP Racing, wentylowane i chłodzone wodą hamulce tarczowe, zaciski 6-tłoczkowe, rozmiar 320 mm x 32 mm

### Wymiary i masy
- Długość: 4333 mm
- Szerokość: 1998 mm
- Wysokość: 1966 mm
- Rozstaw osi: 2906 mm

### Pozostałe
- Opony: BF Goodrich, 245/80 R16
- Prędkość maksymalna: ograniczona do 170 km/h zgodnie z wymogami FIA

## Kierowcy

### 2011
- W 2011 roku kierowcą testowym auta był Guerlain Chicherit

### 2012
- W pierwszej dziesiątce klasyfikacji generalnej rajdu Dakar 2012 uplasowało się wszystkie 5 załóg startujących na Mini All4 Racing:

| Poz. | Nr. | Kierowca                | Pilot             |
| ---- | --- | ----------------------- | ----------------- |
| 1    | 302 | Stéphane Peterhansel    | Jean Paul Cottret |
| 2    | 305 | Nani Roma               | Michel Périn      |
| 4    | 312 | Leonid Nowicki          | Andreas Schulz    |
| 7    | 309 | Ricardo Leal Dos Santos | Paulo Fiuza       |
| 9    | 304 | Krzysztof Hołowczyc     | Jean-Marc Fortin  |
- Edycję 2012 Pucharu Świata FIA w rajdach terenowych kierowców zwyciężył szejk z UAE Khalifa Al Mutaiwei jadący Mini All4 Racing. Baja Poland 2012, będący jedną z rund tego pucharu, wygrał inny kierowca Mini All4 Racing – Krzysztof Hołowczyc.

### 2013
- Rajd Dakar 2013, końcowa klasyfikacja generalna kategorii "samochody"[1][2]

| Poz. | Nr. | Kierowca             | Pilot             |
| ---- | --- | -------------------- | ----------------- |
| 1    | 302 | Stephane Peterhansel | Jean Paul Cottret |
| 3    | 307 | Leonid Nowicki       | Konstatnin Żiłcow |
| 4    | 305 | Nani Roma            | Michel Périn      |
| 12   | 314 | Boris Garafulic      | Gilles Picard     |
| 48   | 324 | Stephan Schott       | Holm Schmidt      |
- Puchar Świata FIA, edycja 2013[3]:
  - Edycję 2013 Pucharu Świata FIA w rajdach terenowych kierowców zwyciężył Krzysztof Hołowczyc a hiszpański kierowca Nani Roma był trzeci – obaj na Mini All4 Racing.
  - Italian Baja 2013:  Krzysztof Hołowczyc/ Andreas Schulz, 2. miejsce
  - Abu Dhabi Dessert Challenge 2013:

| Poz. | Kierowca            | Pilot           |
| ---- | ------------------- | --------------- |
| 1    | Nani Roma           | Michel Périn    |
| 5    | Krzysztof Hołowczyc | Andreas Schulz  |
| 8    | Stephan Schott      | Filipe Palmeiro |
- Sealine Cross Country Rally 2013:  Krzysztof Hołowczyc/ Andreas Schulz, 2. miejsce
- Baja Espaňa Aragon 2013:

| Poz. | Kierowca             | Pilot             |
| ---- | -------------------- | ----------------- |
| 1    | Nani Roma            | Michel Périn      |
| 2    | Orlando Terranova    | Paulo Fiúza       |
| 3    | Stéphane Peterhansel | Jean-Paul Cottret |
| 4    | Krzysztof Hołowczyc  | Andreas Schulz    |
| 11   | Stephan Schott       | Filipe Palmeiro   |
- Hungarian Baja 2013:

| Poz. | Kierowca            | Pilot          |
| ---- | ------------------- | -------------- |
| 1    | Nani Roma           | Michel Périn   |
| 2    | Krzysztof Hołowczyc | Andreas Schulz |
- Baja Portalegre 500 2013:

| Poz. | Kierowca            | Pilot           |
| ---- | ------------------- | --------------- |
| 1    | Krzysztof Hołowczyc | Andreas Schulz  |
| 2    | Martin Kaczmarski   | Filipe Palmeiro |